# Michalovice (ort i Tjeckien, Vysočina)
Michalovice är en ort i Tjeckien.   Den ligger i regionen Vysočina, i den centrala delen av landet, 100 km sydost om huvudstaden Prag. Michalovice ligger 478 meter över havet och antalet invånare är 121.
Terrängen runt Michalovice är lite kuperad. Runt Michalovice är det ganska tätbefolkat, med 207 invånare per kvadratkilometer. Närmaste större samhälle är Havlíčkův Brod, 5,3 km nordost om Michalovice. Trakten runt Michalovice består till största delen av jordbruksmark.